# St. Vincent (cantante)
Anne Erin "Annie" Clark (Tulsa, Oklahoma; 28 de septiembre de 1982), conocida por su nombre artístico St. Vincent, es una cantautora y multiinstrumentista estadounidense. 
Fue elegida por la revista Rolling Stone como la 26ava mejor guitarrista de todos los tiempos.Colaboró con artistas como Paul McCartney y David Byrne, y fue la cantante y guitarrista de Nirvana en varias de sus presentaciones de reunión. 
Es ganadora de seis Premios Grammy por Mejor Canción de Rock por Masseduction, Mejor Diseño de Empaque por su álbum Masseduction, en el año 2019, y también por su álbum St. Vincent como Mejor Álbum de Música Alternativa, en el 2015.Su disco All Born Screaming también recibió un Grammy.
Los trabajos discográficos de St. Vincent han sido aclamados repetidamente por su estilo distintivo, que combina elementos del soft rock, indie, pop barroco, hard rock, electropop, jazz y dance. Además, Clark es conocida por ser una talentosa guitarrista, muchas veces considerada como una de las mejores, más distintivas e innovadoras artistas contemporáneas en la guitarra acústica.

## Biografía
Annie Clark nació en Tulsa, Oklahoma. Creció en Dallas, Texas, y aprendió a tocar la guitarra a los 12 años de edad. Se graduó en 2001 de la Lake Highlands High School. Asistió al Berklee College of Music en Boston, Massachusetts por tres años, y después lo abandonó. Al respecto, Clark dijo: "Creo que con la escuela de música y la escuela de arte, o en la escuela en general, tiene que haber algún sistema de clasificación y medición. Las cosas que pueden enseñarte son cuantificables. Mientras que todo eso es bueno y tiene su lugar, en algún momento tienes que aprender todo lo que puedas y luego olvidarlo con el fin de realmente empezar a hacer música".
En 2006, Clark comenzó a hacerse conocer por el pseudónimo St. Vincent, una referencia al Saint Vincent's Catholic Medical Center, lugar donde falleció el poeta galés Dylan Thomas, ya que ella lo considera como "el lugar donde los poetas vienen a morir". El nombre también es una referencia a su bisabuela.

## Carrera artística
En 2006, se unió a la gira de Sufjan Stevens con los Illinoisemakers y lanzó, en el mismo año, su EP Paris is Burning, el cual contenía tres temas, dos de su autoría y una versión de la canción «These Days» de Jackson Browne.
También formó parte de la numerosa banda The Polyphonic Spree como guitarrista para su disco The Fragile Army del 2007.
Clark abrió los shows de las bandas The National, Television, Arcade Fire, Briertone, Jolie Holland, John Vanderslice, Midlake, Tracy + the Plastics, Tuck & Patti y Xiu Xiu. 

### Marry Me(2007)
En 2006, empezó a grabar su primer álbum de estudio. Este, titulado Marry Me, se editó el 10 de julio de 2007 por la discográfica Beggars Banquet y recibió buenas críticas, incluyendo comparaciones con Kate Bush y David Bowie. De este álbum desprenden los sencillos Now, Now y Jesus Saves, I Spend

### Actor(2009)
En 2009, Clark editó su segundo disco Actor mediante la discográfica 4AD Records, para el cual se inspiró imaginando bandas de sonido para films clásicos como Blancanieves (1937) y El Mago de Oz (1939). El álbum tuvo un buen recibimiento y recibió mayor atención comercial que su predecesor, con una calificación de 8/10 por la revista Spin y colocándose en el #9 del Ranking de Discos Independientes de Billboard. Sólo se editó un sencillo para Actor Out Of Work (Reino Unido), pero se conocieron videoclips tanto para este tema como para Marrow.

### Strange Mercy(2011)
En enero de 2011 Clark anunció vía Twitter que estaba trabajando en su tercer disco. El 12 de septiembre de 2011 se da a conocer Strange Mercy, un trabajo mucho más personal e introspectivo que los anteriores, en el cual St. Vincent trata temas como la depresión o la entrada de su padre en prisión. Se promocionaron los sencillos Surgeon, Cruel y Cheerleader.

### Love This Giant(2012)
En 2012, Clark editó Love This Giant junto con David Byrne.

### St. Vincent(2014)
El 25 de febrero de 2014, se lanza St. Vincent, el cuarto disco en la carrera de la estadounidense Annie Clark. Con este trabajo homónimo, St. Vincent propone algunos de los temas más contundentes de su carrera: probablemente los sencillos Birth in reverse y Digital Witness, en los que sale a relucir la influencia de David Byrne. El álbum fue nombrado como el álbum del año por The Guardian, Entertainment Weekly, NME y Slant Magazine.

### Masseduction(2017)
El 13 de octubre de 2017, sale a la venta su quinto disco, del cual se desprenden los sencillos, New York, Los Ageless, Pills y Masseduction. En 2018 se publicó MassEducation, una reedición que contiene versiones a piano de las canciones del disco y del cual se publicó un videoclip para el tema Savior. Finalmente también en 2018 se lanzó una reedición de Slow Disco acompañada de un videoclip bajo el título de Fast Slow Disco.

### Daddy's Home(2021)
El 14 de mayo de 2021, Clark lanzó su sexto álbum de estudio, Daddy's Home, producido en colaboración con Jack Antonoff. Este nuevo trabajo, que trata sobre la salida de prisión del padre de Annie, se inspira en sonidos de principios de los años 70. El disco cuenta con los sencillos Pay Your Way In Pain, The Melting Of The Sun, Down y Daddy's Home.

### All Born Screaming(2024)
El séptimo álbum de Clark, titulado All Born Screaming, fue estrenado el 26 de abril del 2024. El álbum fue autoproducido por Clark, y tuvo colaboraciones con Dave Grohl, Cate Le Bon, Josh Freese, Rachel Eckroth, Mark Guiliana, Justin Meldal-Johnsen, Stella Mogzawa y David Ralicke.David Ralicke Con 10 canciones, la intérprete se adentra en géneros como el rock progresivo e industrial, jazz, electrónica y ska.

## Discografía
| Año  | Álbum                                   | Notas                               |
| ---- | --------------------------------------- | ----------------------------------- |
| 2024 | All Born Screaming/Todos Nacen Gritando |                                     |
| 2021 | Daddy's Home                            |                                     |
| 2017 | Masseduction                            |                                     |
| 2014 | St. Vincent                             |                                     |
| 2013 | Brass Tactics                           | EP; en colaboración con David Byrne |
| 2012 | Love This Giant                         | En colaboración con David Byrne     |
| 2012 | 4AD Session                             | EP                                  |
| 2011 | Strange Mercy                           |                                     |
| 2009 | Actor                                   |                                     |
| 2007 | Marry Me                                |                                     |
| 2006 | Paris is Burning                        | EP                                  |
| 2003 | Ratsliveonnoevilstar                    | EP                                  |

## Colaboraciones y otros proyectos
En 2014, interpretó la canción de Nirvana "Lithium" con los miembros originales del grupo en la ceremonia de aceptación en el Salón de la Fama del Rock and Roll.
En 2017, debutó como directora con el cortometraje 'The birthday party' para la película antológica XX, codirigida por Roxanne Benjamin, Karyn Kusama, Sofía Carrillo y Jovanka Vuckovich.
En 2019, Clark colaboró con Taylor Swift y Jack Antonoff en su álbum Lover, con el tema "Cruel Summer". La canción se volvió un éxito 4 años después, durante la serie de conciertos de Swift alrededor del mundo.
En 2020, escribe y protagoniza, junto a Carrie Brownstein y Dakota Johnson, el falso documental The Nowhere Inn, dirigido por Bill Benz. En la película, Clark se interpreta a sí misma, con la misión de hacer un documental sobre su música, y todo se desmorona tras contratar a su amiga Carrie Brownstein para dirigirlo. St. Vincent también hizo la banda sonora de la película. 
También en 2020, St. Vincent colaboró con Gorillaz para la canción 'Chalk Tablet Towers', presente en su álbum Song Machine, Season One: Strange Timez. Dos años después, Metallica invitó a St. Vincent a realizar un cover de su canción "Sad but true" para el lanzamiento de una edición especial de The Black Album por su 30° aniversario.